# Sjöbo, Ljusdals kommun
Sjöbo är en bebyggelse i Ljusdals socken i Ljusdals kommun i Gävleborgs län, omedelbart nordöst om Ljusdal. Området var före 2015 avgränsat till en småort för att då bli en del av tätorten Ljusdal.